# Noreuil
Noreuil település Franciaországban, Pas-de-Calais megyében. Lakosainak száma 133 fő (2022. január 1.). Noreuil Bullecourt, Écoust-Saint-Mein, Lagnicourt-Marcel, Quéant, Riencourt-lès-Cagnicourt és Vaulx-Vraucourt községekkel határos.

## Népesség
A település népességének változása:
| Lakosok száma | 146  | 155  | 160  | 160  | 154  | 147  | 141  | 137  | 133  |
|               | 2013 | 2015 | 2016 | 2017 | 2018 | 2019 | 2020 | 2021 | 2022 |